# 幻の王女チャミョンゴ
『幻の王女チャミョンゴ』（まぼろしのおうじょチャミョンゴ、原題：王女 自鳴鼓）は、2009年の韓国SBSにて2009年3月10日から2009年7月21日まで放送されたテレビ時代劇。全39話＋SP。
日本ではKNTV、LaLa TVで放送。また、2011年4月17日から2012年2月26日（リピート放送除く）までBSフジにて放送されたのち、2013年9月17日よりBS-TBSにて放送された。さらにポニーキャニオンからはDVDが発売されている。

## 出演

### 主要人物
- プック/チャミョン（自鳴）：チョン・リョウォン　子役：イ・ヨンユ

チェリとモ・ハソの娘。
- ホドン（好童）：チョン・ギョンホ　子役：ヨ・ジング

ムヒュルと扶与の姫・アランまたはヨン（他界）の息子。
- ラヒ（羅姫）：パク・ミニョン　子役：チン・ジヒ

チェリとワン・ジャシルの娘。
- ワン・ホル（王忽）：イ・ジュヒョン　子役：パク・コンテ

ワン・ゲン、ワン・ジャシルの弟。
- ワン・ジャシル（王紫実）：イ・ミスク

チェリの次妃。
- チェリ（崔理）：ホン・ヨソプ

楽浪郡を倒して建国した楽浪国の王。
- ソン・メソルス（松梅雪秀）：ソン・ヒョナ

ムヒュルの正妃。ピリュナ族長の娘
- ムヒュル（無恤）：ムン・ソングン

高句麗の三代目・大武神王。
- モ・ヤンヘ：コ・スヒ

ワン・ゲンの妻。醜女（しこめ）。
- モ・ハソ：キム・ソンニョン

チェリの正妃
- ウルトゥジ：イ・ヨンボム
- ヨラン（如蘭）：キム・ガヨン

ムヒュルの異母妹。如津（他界）の同母妹。
- ウナル：イ・ハヌィ

ヨランの夫。
- チャチャスン：イ・ウォンジョン

山東省の雑技団・喜々楽々の団長。変臉(変面)が得意。
- ミチュ：チョ・ミリョン

チャチャスンの妻。喜々楽々の団員。火吹きが得意

### 楽浪
- ワン・グェン（王宏）：ナ・ハニル

ワン・ホル、ワン・ジャシルの兄。
- チソ：パク・ヒョジュ

ワン・ジャシルの侍女。百済出身。
- ソソ：カン・イェソル

喜々楽々の団員。
- イルプム/ヘンカイ：ヨ・ウックァン

チャミョンの護衛。
- トンゴビ：チ・ソンウォン

モ・ハソの侍女。イルプムの叔母
- タルゲビ：ユ・ギョンア

モ・ハソの侍女。トンゴビの姉。イルプムの母。
- プダル：キム・ハクチョル

プトゥンの父。
- プトゥン：パク・キョンファン

プダルの息子。
- トチャル：チャン・ドゥイ

トスギの父。
- トスギ：ソ・ヒョン

トチャルの息子。
- ハオゲ：イ・ヤンヒ
- マジョ：イ・セベク
- リュジ：パク・ポンソ

### 高句麗
- チュバルソ（鄒勃素）：パク・チョンウ

ムヒュルの青年時代からの友人で、臣下。
- ヘエウ（解愛婁）：オ・ウンチャン

ムヒュルとソン・メソルスの息子。解由とも。後の5代目・慕本王
- テチュ：ユン・ソヒョン

ホドンの部下。
- タホテ：ナ・ジェウン

椽那（ヨンナ）族将軍。
- ソン・オック（松屋句）：ユン・ジュサン

沸流那（ピリュナ）族長でメソルス王妃の父。古鄒加（コチュガ）。
- ソン・スジリョン（松水芝蓮）：ペク・ヒョンソ

ソン・メソルスの従妹。のちにムヒュルの次妃となる。
- ソン・ガン：キム・ヒョンムク

ソン・メソルスの兄。
- ヤンドク：イ・ジナ

ソン・メソルスの侍女。
- スルイ：アロン

ソン・メソルスの侍女。ヤンドクの部下。

### 東漢（後漢）
- 劉憲（ユ・ホン）：イ・チャンジク

楽浪郡太守。
- チャムク：アン・ソックァン

楽浪郡の神官。ワン・ジャシルに誘惑され虚偽のお告げを言う。
- オブギ：イ・サンジョン
- ホゴク（壺谷）：チョ・ギョンフン

楽浪郡の元・武官で、チャミョンとイルプムの剣術の師。主人の復讐を誓う

## スタッフ
- 演出：イ・ミョンウ
- 脚本：チョン・ソンヒ